# Коджадермен – Гумелница – Караново VI
Коджадермен – Гумелница – Караново VI (на латински: Gumelnita-Karanovo VI-Kodjadermen) е археологическа култура на уседнали земеделски племена в Югоизточна Европа, датираща около средата на V хил. пр.н.е.
Разпространена е в пояс от Североизточна България, през Черноморска Румъния и Южна Молдова до Болград в Одеска област, Украйна. Името е въведено в научно обръщение от проф. Хенриета Тодорова.